# Hylaeus dregei
Hylaeus dregei là một loài Hymenoptera trong họ Colletidae. Loài này được Strand mô tả khoa học năm 1912.